# Flor van Noolen
Florent Lilian Louis (Flor) van Noolen (Antwerpen, 1936) was een Belgisch regisseur. 

## Levensloop
Flor groeide op in Antwerpen en volgde na de middelbare school de dansopleiding van het ballet van Vlaanderen, onder leiding van Jeanne Brabants, en de toneelopleiding bij het jeugdtheater, onder leiding van Corry Lievens.
In 1958 werd hem gevraagd een show te maken voor de opening van het COC in Antwerpen. Hij richtte zijn eerste showgroep op (TOCH) en bracht "Showtime", een mengeling van revue en travestie. Met de show "Hier zijn we dan" zette hij in 1960 de stap naar het theater (de "Ancienne Belgique" in Antwerpen). Daarna volgden in de Arenberg schouwburg nog "Showtime I" (1961), en "Showtime II" (1962).
In 1966 kreeg Van Noolen een aanbieding om in de Eldorado in Amsterdam te komen werken, destijds een beroemde bar. Hij nam het aanbod aan, het gaf hem de mogelijkheid om zijn shows te bekostigen.
Zijn eerste show in Nederland was "It's to Day"(1968, Carré).
Hij richtte zijn tweede showgroep op in Amsterdam onder de naam The Golden Rainbows. Met hen maakte hij in de jaren 70 en 80 van de vorige eeuw diverse shows en het Aidsgala in Carré (1998), alsook de First Society Night van Manfred Langer in de Beurs van Berlage (1993).
Zijn afscheidsvoorstelling was in Carré in 1988 ("Hello Goodbye") en bracht hem in contact met Andreas Höhne, de organisator van het befaamde Berlijnse Tuntenball. Höhne vroeg Van Noolen shows te maken voor het Tuntenball in het ICC Congresgebouw in Berlijn. Tot 1994 maakte hij zes shows.
In de jaren 90 verzorgde Flor van Noolen in samenwerking met René van de Water diverse evenementen voor televisie, zoals "Bloemen voor..." (VARA), de Danny Kaye Awards (1990), "Adieu de Meern" (1996), alsook verscheidene Unicefgala's, het Televizierring-gala, het 50 jaar bevrijdingsspektakel in Arnhem, Vara Songfestivals en evenementen voor Vredestein.
Van 1998 tot 2001 was Flor van Noolen gastdocent musicalgeschiedenis aan het conservatorium In Alkmaar.

## Shows
- "Hier zijn we dan" (1960) België
- "Showtime I" (1961) België
- "Showtime II" (1962) België
- "It's To Day" (1968) Nederland
- "The Golden Rainbows" (1970) Nederland
- "Zoek naar een Vrouw" (1972) Nederland en Duitsland (Voor een impressie zie externe links)
- "Showtime in Holland" (1976) Nederland (Voor een impressie zie externe links)
- "Funny Girls" (1978) Nederland (Voor een impressie zie externe links)
- "Crazy Company" (1981) Nederland (Voor een impressie zie externe links)
- "Erotodutch" (1981) Engeland
- "Dear World"(1982) Nederland (Voor een impressie zie externe links)
- "Music-Music" (1985) Nederland
- "Hello Goodbye"(1988) Nederland (Voor een impressie zie externe links)
- "Traumland" (1988) Duitsland
- "In der Manege"(1989) Duitsland
- "Nacht der Paradiesvogel" (1990) Duitsland
- "Opening Night" (1990) Spanje
- "Nacht der Phantasie" (1991) Duitsland
- "Grand Fiesta"(1991) Spanje
- "Revueträume" (1992) Duitsland
- "The Night of Magic" (1993) Duitsland
- "The First Society Night" (1993) Nederland
- Aidsgala in Carré (1998) Nederland